# Židovský hřbitov ve Velharticích
Židovský hřbitov ve Velharticích leží jihozápadně od obce Velhartice u chatové osady na okraji lesa po odbočení za řekou Ostružnou po zkratce ke Kouklovně na Chotěšov při modře značené turistické stezce a cyklotrase číslo 2095. Je chráněn jako kulturní památka České republiky.
Založen byl až roku 1858 a dodnes se zde zachovalo necelých 60 náhrobků. Za vstupem na hřbitov stojí dva pilíře zaniklé márnice, hroby se nacházejí pouze v zadní, západní části areálu s nejmladším z roku 1934. Nachází se zde také památník se jmény místních židovských obětí nacistické okupace.
Areál se zamyká a klíč lze vypůjčit na místním hradě. Ve vsi se také nachází bývalá synagoga.

## Související články

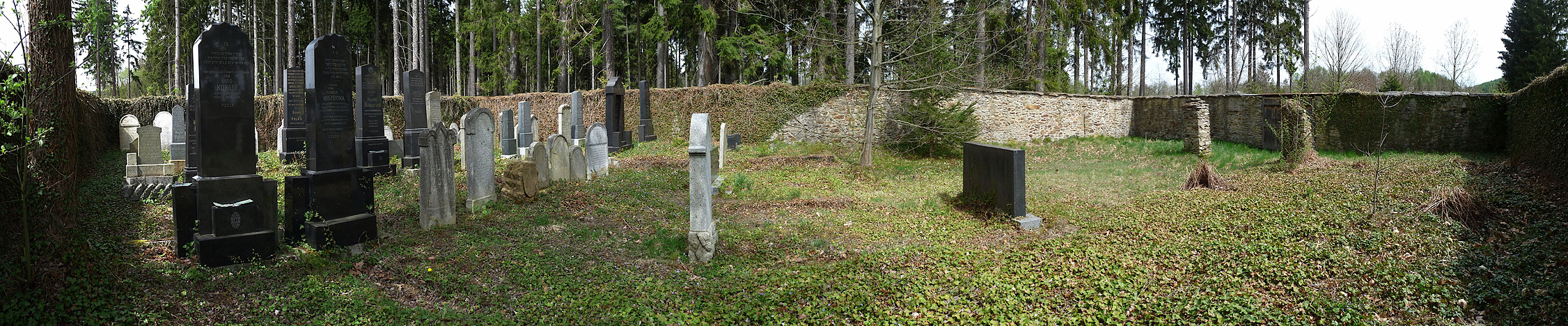